# Latalus personatus
Latalus personatus är en insektsart som beskrevs av Bryan Patrick Beirne 1954. Latalus personatus ingår i släktet Latalus och familjen dvärgstritar. Inga underarter finns listade i Catalogue of Life.